# 藍色星原：旅謠
《藍色星原：旅謠》是由上海積咪網路制作、蠻啾網路發行的幻想大世界角色扮演遊戲。游戏設定在名为「普罗米利亚」的虛構世界，玩家將扮演名為「星臨者」的角色，與智人、高等精靈、獸人、帕米等不同種族並肩作戰。游戏于2024年3月公布，上架平臺、發售時間待定。

## 玩法
《藍色星原：旅謠》是一款開放世界的動作角色扮演遊戲。玩家可以操作至多3位角色進行地圖探索和戰鬥，每位角色可以搭配一隻名為「奇波」的奇幻生物，角色和「奇波」都具有不同的屬性。玩家還可以在大世界地圖中拾取「奇波」的蛋以孵化出「奇波」，養育「奇波」使其進化。「奇波」除了可以騎乘和輔助戰鬥，還能依照玩家安排完成採礦、種植、生火等工作。

## 開發
在遊戲開發過程中，原名為《辰藍雙星：旅謠》。2024年1月，《辰藍雙星：旅謠》在中國国家新闻出版署登記名稱修改為《藍色星原：旅謠》。

## 發行
2024年1月，中國国家新闻出版署通過《藍色星原：旅謠》版號。2024年3月20日，蠻啾網路發佈首隻遊戲預告片與實機畫面，引發玩家對其與《原神》《幻獸帕魯》等遊戲相似性的討論。遊戲官網提供了預約功能，在預告片發佈當日预约量达到了41万。